# Florence and the Machine
Florence and the Machine (также — Florence + the Machine) — британская группа, образованная в Лондоне, Англия, в 2007 году и исполняющая инди-поп с элементами блюза, музыки соул и готического рока. Возглавляющая коллектив певица Флоренс Уэлч фактически является единственной постоянной его участницей; нередко само название группы рассматривается как её сценический псевдоним.

## История
Флоренс Леонтайн Мэри Уэлч (Florence Leontine Mary Welch) родилась 28 августа 1986 года в Лондоне, Англия. Детство Флоренс прошло в Камберуелле, на юге Лондона; она была старшей из троих детей. Её мать Эвелин Уэлч, — профессор Колледжа королевы Марии в Лондоне, специалист по эпохе Ренессанса. Отец Ник Уэлч — исполнительный директор рекламного агентства (автор, в частности, очень известного в Британии ролика про шоколадный батончик Aero). Он, тем не менее был ближе к рок-н-роллу, чем его жена: в юности участвовал в движении сквоттеров и был знаком с участниками The 101ers, первой группы Джо Страммера. «Я сам нереализованный исполнитель. Изо всех сил подталкивал Флоренс, чтобы она слушала Ramones, а не Green Day», — вспоминал он. Мать также оказала влияние на формирование вкусов дочери: последняя вспоминала, как «с упоением слушала её лекцию — без конспектов о паре перчаток эпохи Возрождения, продолжавшуюся час… Она гипнотизировала, эта страсть, с какой она рассказывала об артефактах. Я стремлюсь к чему-то подобному, но в музыке. Мне бы хотелось, чтобы кто-то через двести лет говорил о ней столь же восторженно». Когда дочери было 14 лет, родители разошлись, создали каждый свою семью, но сохранили хорошие отношения и продолжали совместное воспитание детей.
Одним из самых ранних «музыкальных» впечатлений будущей певицы было воспоминание о танцах под Rolling Stones на сундуке, в котором отец хранил коллекцию пластинок. Первые вокальные упражнения она начала проводить дома, подпевая Нине Симон и Дасти Спрингфилд, тренируя диапазон и исполнением оперных арий.

### Музыкальная карьера
Флоренс начала заниматься музыкой с одиннадцати лет. Будучи ученицей частной Alleyn School, она познакомилась с участниками джазового коллектива Ashok. «Я никогда не мечтала просто стоять у микрофона и петь чужие песни, поэтому ушла», — рассказывала она. В 18 лет она поступила в Камберуеллский колледж искусств, где пела в двух группах: The Fat Kid и Team Perfect, но и в этих составах не нашла себе постоянного места. В 2007 году Флоренс на вечеринке, где диджеем был её тогдашний бойфренд, Майред Нэш из Queens of Noise после импровизированного прослушивания согласилась стать менеджером певицы. Начался поиск творческого партнёра. Некоторое время на эту роль рассматривался Джонни Борелл из Razorlight, но из этого ничего не вышло. Все изменилось, когда она повстречала Изабеллу Саммерс, хип-хоп-диджея из Саффолка по прозвищу «Машина», имевшую доступ к лондонским студиям. Так у проекта возник заголовок: Florence and the Machine.

#### Florence and the Machine

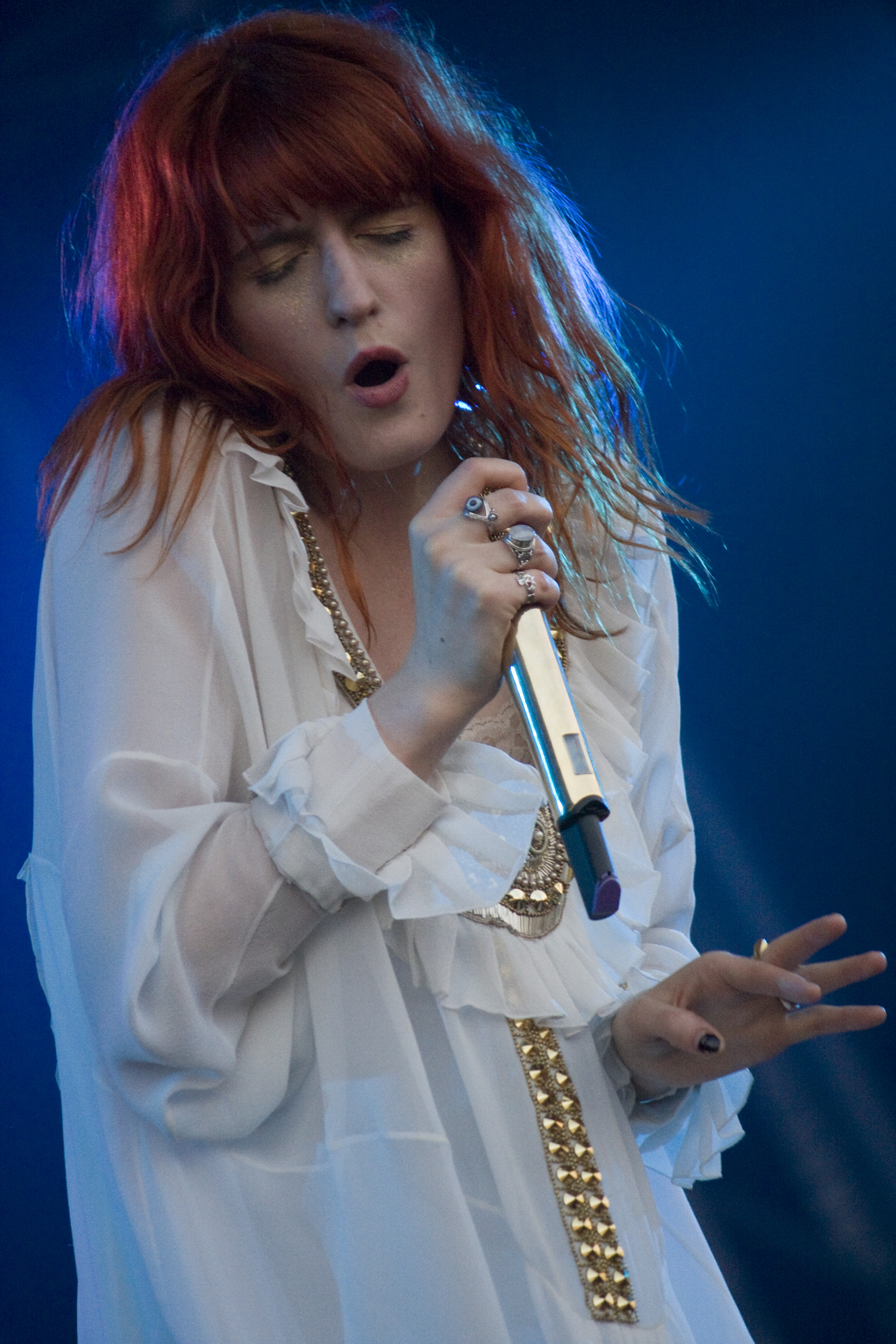

Две первые песни, написанные Флоренс и Изабеллой совместно, назывались «Between Two Lungs» и «Dog Days Are Over». «Сначала я хотела писать громоподобный хип-хоп. Но Флоренс увела наш корабль совсем в другом направлении», — вспоминала Саммерс. Записав демо-версии, дуэт нашёл продюсера: Джеймса Форда, участника проекта Simian Mobile Disco, известного по сотрудничеству с Arctic Monkeys. Форд, записав четыре трека, связался с Полом Эпуортом, записывавшим, в частности, Bloc Party и Friendly Fires.
По правде говоря, у меня было одно желание: чтобы кто-нибудь пригвоздил её к месту: она носилась повсюду с идеей трибальной поп-пластинки… Но у Флоренс дар выдумщицы, а это редкость. Во время записи «Cosmic Love» слова пришли к ней, когда она лежала на полу. А когда Флоренс всё это спела, мы в студии просто разрыдались. Она — великий британский эксцентрик: в этом нет ни малейших сомнений.Пол Эпуорт о студийной работе с Флоренс Уэлч
Florence and the Machine дебютировали в 2008 году с синглом «Kiss with a Fist», за ним последовали «Dog Days are Over», «You’ve Got the Love» и «Rabbit Heart (Raise It Up)». Последний поднялся до 12 строчки в UK Singles Chart, ознаменовав наивысшее достижение группы в британском хит-параде. Важную роль в восхождении Florence and the Machine сыграла BBC, именно после появления группы в программе BBC Introducing группу пригласили выступить на фестивалях в Гластонбери и Рединге 2008 года. В том же году Флоренс провела совместное турне с MGMT, причём обе группы согласился транспортировать Ник Уэлч (впоследствии его дневник был опубликован журналом The Lady). В декабре 2008 года Florence and the Machine получили Brit Award в номинации Critic’s Choice (Выбор критиков).
Дебютный альбом Lungs вышел 6 июля 2009 года и получил высокие оценки музыкальных критиков. Первоначально он поднялся до #2 в UK Album Charts (на подступах к вершине будучи остановлен сборником Майкла Джексона), а позже возглавил чарты. «Lungs, в отличие от многих чарттопперов, наполнен агрессией и живым макабром», — писал рецензент Q. 21 июля 2009 года Lungs был номинирован на Mercury Prize 2009 и в букмекерском списке фаворитов разделил первое место с альбомом Kasabian. Lungs получил BRIT Award как лучший альбом года. На церемонии вручения Флоренс выступила в дуэте с рэпером Dizzee Rascal: они спели её «You’ve Got the Love» в соединении с его «Dirtee Cash». Как написал «Q», дуэт оказался триумфальным, ознаменовав необычный «союз двух Англий: болтливо-пролетарской, истэндовской, и элитарной, на крыльях фантазии, парящей параллельно уровню классики британской литературы». Уэлч отнеслась к победе достаточно спокойно: «Здорово, конечно, что я победила, но я не из тех певиц, которыми интересуются таблоиды. Я слишком издёргана, чтобы считаться сексуальной. И я не посещаю все эти нужные места. Единственное, чего я хочу, — это чтобы второй альбом оказался лучше первого», — заявила она в одном из интервью. Дуэт с Дизза Раскалом поднялся до второго места в британских списках. Запись выступления дуэта, выпущенная синглом под заголовком «You Got the Dirty Love», поднялась до #2 в Британии.
28 октября 2011 года был выпущен второй студийный альбом группы «Ceremonials». Он получил достаточно лестные отзывы критиков, а также дебютировал на первой строке в чарте UK Albums Chart и на восьмом месте в Billboard 200.
10 апреля 2012 года в продаже появилось концертное DVD Florence and the Machine под названием «MTV Unplugged», одним из самых значимых моментов которого стал дуэт (вступление к классической композиции Джонни Кэша «Jackson») Флоренс Уэлч и Джоша Хомма из Queens Of The Stone Age. Голоса Джоша Хомма и Флоренс великолепно звучат вместе, но певица призналась, что, выбирая партнёра, ориентировалась больше на его внешность, так как они оба рыжие и высокие.
В 2015 году был выпущен третий студийный альбом How Big, How Blue, How Beautiful. Альбом получил пять номинаций на премию Грэмми и попал в шорт-лист премии Mercury Prize. В качестве клипов для синглов с альбома Флоренс выпустила серию небольших фильмов, связанных общей тематикой и историей, которые названы Оdyssey. Всего выпущено 6 частей Одиссеи.
В 2016 году Florence and the Machine участвовали в создании кавера на классическую композицию Бена Э. Кинга «Stand by me», который стал заглавной песней для игры Final Fantasy XV. Песня была представлена публике 30 марта 2016 года на Uncovered: Final Fantasy XV в Лос-Анджелесе.
Релиз четвёртого студийного альбома «High as Hope» состоялся 29 июня 2018 года. Ему предшествовали синглы «Sky Full Of Song» и «Hunger». Он дебютировал на втором месте в британском альбомном чарте и Billboard 200.
В 2019 году песня Florence and the Machine «Jenny of Oldstones» прозвучала во 2 эпизоде 8 сезона сериала «Игра престолов». В самом эпизоде её исполнил актёр Дэниел Портман, а в финальных титрах звучит оригинальная версия.

## Отзывы критики

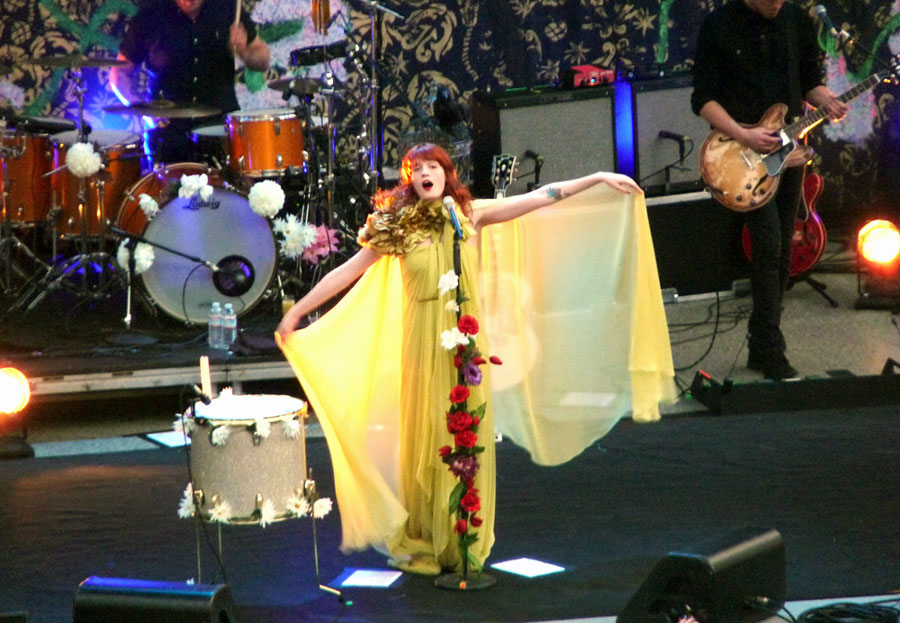
Выступление группы в Лос-Анджелесе. 2011 год

Начав с песен в жанре инди-фолк/поп с элементами готики, Флоренс Уэлч постепенно обогатила свой песенный арсенал крайне разнообразными элементами, превратив его в то, что именуется «драмой кухонной раковины»; её стали называть прямой преемницей Кейт Буш и Бьорк. В творчестве Уэлч отмечались также оттенки, характерные для Тома Уэйтса и Ника Кейва. При этом (по мнению рецензента Allmusic Дж. К. Монгера) песни её — на «той же межжанровой территории исповедательности, где пребывают… Эми Уайнхаус, Кейт Нэш, Адель и Лили Аллен»: соединяют «убийство, хаос, сладостность и лёгкость в опьяняющий замес». В 2010 году обозреватель Q назвал Флоренс Уэлч «действующей британской королевой эксцентричности», отметив: «Всё в ней напоминает XIX век».

## Особенности характера и проблемы со здоровьем
Флоренс утверждает, что с детства видела призраков. В десятилетнем возрасте она так боялась вампиров и оборотней, что предпочитала спать в одной постели с младшей сестрой Грейс. При этом певица не считает, что обладает экстрасенсорными способностями: «Думаю, у меня просто богатое воображение», — говорила она в интервью для журнала «Q», добавляя при этом, что из-за этого испытывает серьёзные проблемы со сном: «Моя комната полна призраками. Наверное, я и свою голову заполонила призраками: иногда меня пугает то, что в ней происходит».
Одно из таких видений явилось ей вечером в лесу в Кёльне, в ходе концертных гастролей в Германии, в тот момент, когда она, в отчаянии от неудачной поездки, подумывала о том, чтобы покончить с музыкой навсегда. Призрак покойной бабушки призвал певицу «продолжить эту… чудесную карьеру во что бы то ни стало». Некоторые персонажи из тех, что являлись Флоренс в видениях (например, «одноглазая девушка со множественными ранениями», которую она считает «реальной»; юноша-американец с фотоснимка 1930-х годов, в которого она «влюбилась») становились героями песен Florence and the Machine.
В прессе появлялись сообщения о том, что Флоренс Уэлч с детства страдает дислексией и диспраксией: она испытывает трудности в оценке пространственных параметров. Однажды, придя в студию, она в буквальном смысле слова прошла через стеклянные двери, нанеся себе многочисленные порезы. На церемонии вручения BRIT Awards, где альбом Lungs победил в номинации «Альбом года», самым трудным для неё оказалось спуститься на сцену по лестнице. В интервью Daily Telegraph, отвечая на вопрос корреспондента относительно дислексии, лёгкой формы аутизма, и диспраксии, упомянутых в Википедии, певица заявила: «О Боже, такой вопрос мне задают впервые. Дислексия есть в лёгкой форме, но… Это все лишь доказывает, что написать можно что угодно, не так ли?»

## Состав
Текущий состав
- Флоренс Уэлч — ведущий вокал, перкуссия (2007 — н. в.)
- Изабелла Саммерс — клавишные, фортепиано, синтезаторы, бэк-вокал (2007 — н. в.)
- Роберт Акройд — гитара, бэк-вокал, бас-гитара (2007 — н. в.)
- Том Монджер — арфа, ксилофон, перкуссия, бэк-вокал (2007 — н. в.)
- Сайрус Байандор — бас-гитара (2018 — н. в.)
- Аку Оррака-Теттех — перкуссия, бэк-вокал (2018 — н. в.)
- Дионн Дуглас — скрипка, бэк-вокал (2018 — н. в.)
- Хейзел Миллс — клавишные, бэк-вокал (2018 — н. в.)
- Лорен Хампфри — ударные (2018— н. в.)

Бывшие участники
- Кристофер Ллойд Хэйден — ударные, перкуссия, бэк-вокал, ритм-гитара (2007—2018)
- Марк Сондерс — бас-гитара, бэк-вокал (2009—18)[27]
- Расти Бредшоу — фортепиано, орган Хаммонда, ритм-гитара, бэк-вокал (2011—2018)[27]
- Сэм Дойл — ударные (2022)

Временная шкала

## Дискография

### Альбомы
- Lungs (2009) UK #1[28]
- Ceremonials (2011) UK #1 / US #6
- How Big, How Blue, How Beautiful (2015) UK #1/ US #1
- High as Hope (2018)
- Dance Fever (2022)

### EPs
- A Lot of Love. A Lot of Blood (2009, 12")

### Синглы
- «Kiss With A Fist» (2008) UK #51
- «Dog Days Are Over» (2008) UK #23 / US #21 / IRE #6
- «Rabbit Heart (Raise It Up)» (2009) UK #12
- «You’ve Got the Love» (2009) UK #5 / AUS #5 / CAN #10
- «Drumming Song» (2009) UK #54
- «You Got the Dirtee Love» (with Dizzee Rascal) (2010) UK #2
- «Cosmic Love» (2010) BEL #5 / IRE #3
- «Heavy in Your Arms» (2010) UK #53
- «What the Water Gave Me» (2011) UK #24 / BEL #2
- «Shake It Out» (2011) UK #12 / IRE #2 / BEL #2
- «No Light, No Light» (2012) BEL #10
- «Never Let Me Go» (2012) AUS #3
- «Spectrum (Say My Name)» (2012) UK #1 / IRE #5
- «Breath of Life» (2012)
- «Lover to Lover» (2012)
- «Over the Love» (2013)
- «Sweet Nothing» (feat. Calvin Harris) (2013)
- «Between Two Lungs»
- «What Kind of Man» (2015)
- «St Jude» (2015)
- «Ship To Wreck» (2015)
- «Queen Of Peace» (2015)
- «Long & Lost» (2015)
- «Delilah» (2015)
- «Sky full of Song» (2018)
- «Hunger» (2018)
- «Big God» (2018)

## Концертные туры
- Lungs Tour[англ.] (2008—2011)
- Ceremonials Tour[англ.] (2011—2013)
- How Big, How Blue, How Beautiful Tour[англ.] (2015—2016)
- High as Hope Tour[англ.] (2018—2019)